# فیلیپا ساوا
فیلیپا ساوا (انگلیسی: Filippa Savva؛ زادهٔ ۲۸ مهٔ ۱۹۹۹) بازیکن فوتبال اهل قبرس است.
وی همچنین در تیم‌های ملی فوتبال Cyprus women's national under-19 football team و Cyprus women's national football team بازی کرده‌است.